# Тенглік
Кумицький народний рух «Тенглік» (кум. «Рівність») — провідний суспільно-політичний рух кумицького народу, що діяв на зламі 1980-1990-х років. «Тенглік» мав вирішальний вплив на кумицьке населення Дагестану та Чечні і став платформою для формування державних інститутів самопроголошеної Кумикії — національної республіки кумицького народу.

## Формування
Провідним мотивом виникнення КНД «Тенглік» стало бажання національно-орієнтованої частини кумицького народу, перш за все його міської і сільської інтелігенції, переважно середнього і старшого покоління, змусити центральну та місцеву владу звернути увагу на численні проблеми кумицького народу, запобігти депопуляції та втраті національної ідентичності. Суспільно-політичне об'єднання організаційно оформився на Установчому з'їзді Кумицького народного руху, що відбувся в с. Ендірей 19 листопада 1989 року. На з'їзді були прийняті Програма та Статут КНР «Тенглік», обрано керівні органи. Метою створення руху було проголошено «Збереження та подальший розвиток кумицького народу як нації, відродження культури, історії, мови і кумицька державності в складі Федерації народів Дагестану».

## Інституалізація
9 листопада 1990 року в Махачкалі відбувся II з'їзд КНД «Тенглік», який ухвалив «Декларацію про самовизначення Кумицького народу», якою проголосив створення Кумицької демократичної республіки (кум. Къумукъстан).
В декларації також була дана негативна оцінка політичному керівництву та устрою Дагестанської АРСР: «Існуюча форма державного устрою Дагестану виявилася нездатною забезпечити рівноправність народів, реалізацію законних прав та інтересів кумицької нації. Єдиною гарантією цих прав може бути національна державність. Її призначення — захист території, мови, звичаїв, традицій, соціально-економічних прав, національного суверенітету Кумицького народу, забезпечення його вільного розвитку».
Документ визначав Кумицьку Республіку як «суверенну національну державу, утворену в результаті вільного здійснення кумицькою нацією свого невід'ємного права на самовизначення». Також декларація засвідчувала, що «Кумицька Республіка добровільно входить до складу Федерацій — РРФСР і Союзу РСР». Закріплювався пріоритет республіканських законів, над законодавством СРСР і РСФРС. Крім того, документ передбачав створення федерації з новими національними державами дагестанських народів (якщо такі постануть) та можливість виходу Кумицької Республіки зі складу РСФСР та СРСР. Республіка запроваджувала інститут громадянства, кумицька мова одержувала статус державної, а російська — офіційної мови.
Автори декларації відкинули проєкт декларації про державний суверенітет Дагестану, оскільки він «ігнорував право кумицького та інших народів на самовизначення».
Прагнучи до реалізації проголошених в Декларації завдань, КНР ухвалив провести надзвичайний з'їзд прихильників руху і кумицьких депутатів всіх рівнів. Такий з'їзд відбувся 27 січня 1991 року в Махачкалі. Було розглянуто і затверджено статус з'їзду кумицького народу і Кумицької національної ради (кум. Милли Меджлис) — постійного органу з'їзду, що взаємодіє з державними структурами.
У жовтні 1991 року керівництво руху «Тенглік» в ультимативній формі зажадало звільнення від займаних посад керівників правоохоронних органів республіки, було організовано перекриття залізниці та автотраси Ростов-Баку, зроблена спроба заблокувати Махачкалінський аеропорт. Поблизу Хасав'юрта був створений і тривалий час функціонував багатотисячний табір страйкарів.
11 березня 1992 року Президія Верховної Ради Республіки Дагестан ухвалила постанову "Про протизаконні дії керівництва Кумицького народного руху «Тенглік», де керівники КНР були попереджені про «відповідальність за можливі наслідки їх практичних дій».
21 березня 1992 відбувся черговий загальнонаціональний з'їзд кумицького народу, який вирішив провести референдум про створення Автономної Кумикії в складі Дагестану і РФ. З'їзд прийняв також постанову «Про шляхи реалізації національного суверенітету Кумицького народу», якою уповноважив Міллі Меджліс припиняти рішення Верховної Ради і уряду Республіки Дагестан, що утискають права Кумицького народу.

## Ідеологія
Ідеологія кумицького руху - це ідеї національного відродження на демократичній основі, розроблені представниками інтелігенції, в основному гуманітарного профілю. Генеральною ідеєю, яка визначає зміст діяльності КНР "Тенглік", є ідея національного самовизначення, національної свободи і демократії (народовладдя) у соціал-демократичному розумінні.